# Conrado II da Borgonha
Conrado II da Borgonha "o Jovem" (c. 835 - 876) duque de Borgonha Transjurane, de conde de Auxerre.

## Biografia
Foi o filho mais velho de Conrado I de Auxerre, Conde de Auxerre, que durante anos foi o conselheiro de seu sogro, o imperador Luís I, "o Piedoso" († 840) como o rei Luís, o Germânico, antes dele, juntamente com seus filhos e Hugo Abbas também conhecido por o abade Hugo, francês "Hugues l'Abbé" (? - 12 de maio de 886) e que foi um dos líderes do Reino Franco Ocidental, bem como o seu sobrinho Carlos II de França, "o Calvo".
Em 858, na persuasão de Carlos II de França, "o Calvo", seu primo, ele e o irmão traíram Louis o alemão quando este os enviou em missão de espionagem e passou para a corte de Charles, que os recompensou generosamente dado eles terem perdido as honras bávaras. Após este acontecimento passou a denominar-se como duque da Borgonha Transjurana e Auxerre até cerca de 864.

## Relações familiares
Foi filho de Conrado I de Auxerre  (nascido cerca de 800 - 22 de março entre 862 e 866) e de Adelaide de Tours (c. 805 - 866), filha de Hugo III de Tours (765 - 20 de outubro de 837) e de Eva de Auxerre (775 -?).
Casou-se por duas vezes, a 1.ª com Judith de Friuli, filha de Eberhard de Friuli e a 2.º com Waldrada de Worms (801 - 20 de março de 851), também denominada como Ermentrude da Alsácia e de Orleans e Tours, então já falecida do seu 1º marido Roberto III de Worms (c. 800 - 834). Do 1.º casamento não terá tido filhos, no entanto do 2.º foi pai de:
1. Rodolfo I da Borgonha Transjurana [2] (ca. Burgundia, França 859 — Juran, Burgundia, França 25 de outubro de 912) foi o 1º rei da Borgonha Transjurana de 888 até sua morte. Casou com Guila de Borgonha (dezembro de 873 -?), filha de Bosão da Provença (844 - 11 de janeiro de 887) e de Ermengarda de Itália (852 - 22 de junho de 896).
2. Adelaide da Borgonha, casada com Ricardo II, "o Justiceiro" de Autun e da Borgonha (858-921)[3].